# جان إيف دوكلوس
جان إيف دوكلوس (من مواليد 1965) هو سياسي وخبير اقتصادي كندي يشغل منصب وزير الصحة منذ عام 2021 في عهد رئيس الوزراء جاستن ترودو.